# Banha

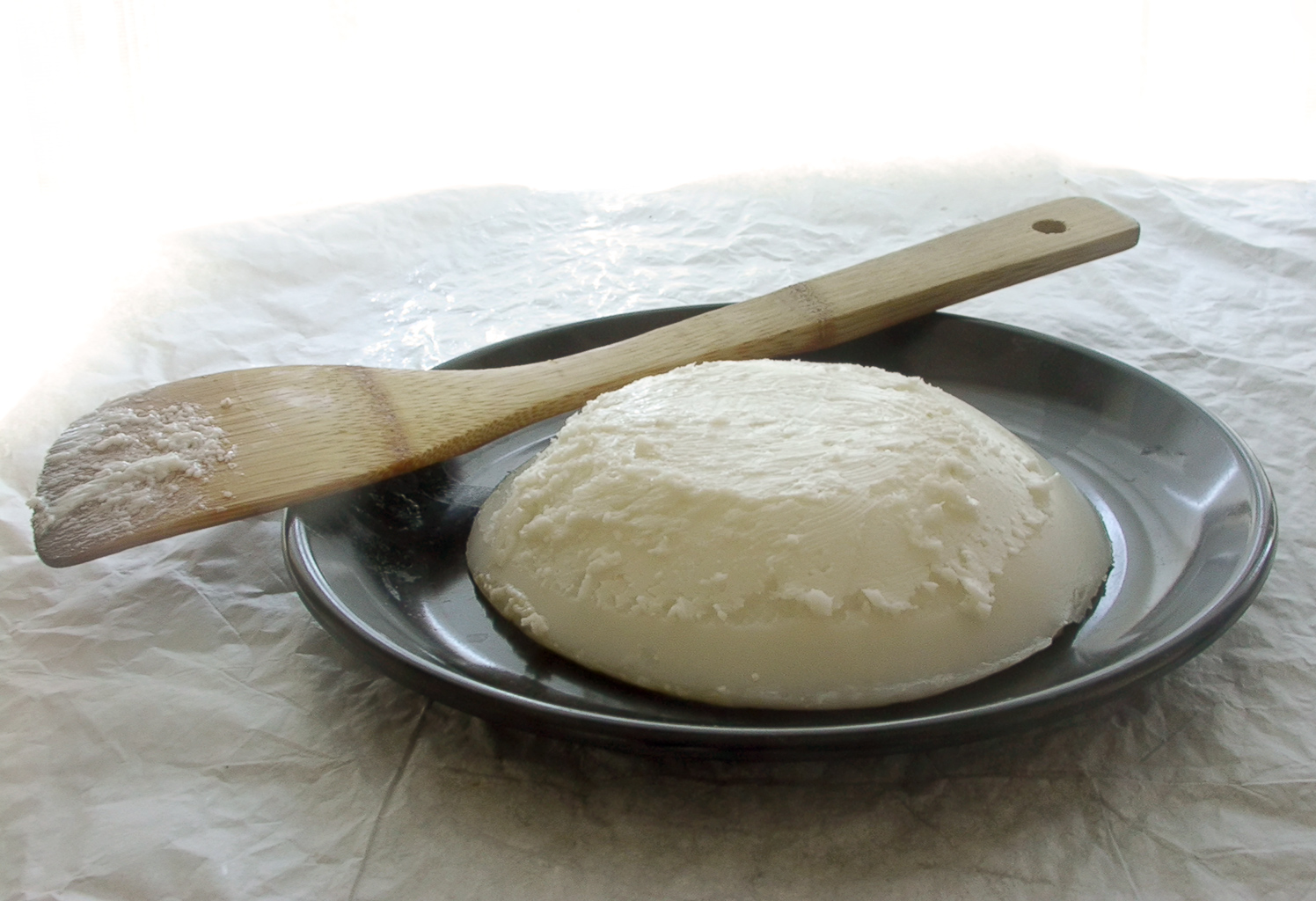
Banha

Banha se refere à gordura de porco. É usada como gordura para cozinhar, tendo também sido usada no passado como manteiga para passar-se no pão. Seu uso na cozinha contemporânea diminuiu dada a crença de que ela poderia causar problemas cardiovasculares pela presença de gordura saturada, entretanto segundo novos estudos realizados, a gordura saturada não faz mal para o coração, sendo os responsáveis principalmente produtos industrializados com carboidratos de alto índice glicêmico.
Muitos cozinheiros preferem banha ao contrário de outros tipos de gordura em vista de suas características distintas de outros tipos de gorduras, como a margarina ou a manteiga. As qualidades culinárias da banha variam dependendo da parte do porco com que é feita. É ainda utilizada na preparação de sabonete
Em Portugal, existem diversas receitas que fazem uso da banha. Os rojões à moda do Minho constituem um bom exemplo, podendo ser fritos com banha. As alheiras também contêm banha entre os seus ingredientes. O sarapatel utiliza banha em conjunto com azeite. O refogado das tripas à moda do Porto é também feito com banha.
A banha de porco voltou a ser alternativa econômica após aumento de 32% do valor cobrado nos supermercados para o óleo de cozinha.
A Pesquisa Nacional da Cesta Básica, divulgada pelo Departamento Intersindical de Estatística e Estudos Socioeconômicos (Dieese), indica que o preço do óleo está relativo ao do arroz, que teve sua maior alta desde 2008. O preço médio de um quilo de banha equivale a quatro litros de óleo – hoje ao custo de R$ 8,00 a R$ 10,00 nas gôndolas dos supermercados. Os adeptos da banha alegam, contudo, que ela rende três vezes mais.
Maria Angélica, produtora rural que atua no segmento da suinocultura em Taquaral (GO) e Goiânia (GO), diz que ocorreu valorização do porco tipo ‘banha’ nos últimos meses. Nas décadas de 1990 e 2000, a produção industrial era exclusivamente voltada para a retirada da carne suína – o que contrariava a prática artesanal nas fazendas, onde o homem do campo comia geralmente alimento cozido com banha. “No interior, a produção artesanal de banha de porco nunca cessou. Mas faltava a industrialização. Agora, até mesmo confeitarias têm usado a banha para fazer bolos e doces”, diz.
Dona Angélica, como é conhecida Maria Angélica em sua fazenda produtora de banha de porco, confirma que o valor do óleo de cozinha amplificou a busca pela banha, a ponto de supermercados e atacadistas terem que entrar na fila dos produtores, já que o segmento não esperava o rápido retorno.
Criada na fazenda desde criança, ela explica que a gordura de porco resiste bem às altas temperaturas, além de ser mais saborosa e cheirosa. Maria Angélica explica que os produtores têm atuado com produtos “premium” para empórios e outros mais populares destinados às grandes redes.

## Pratos com banha

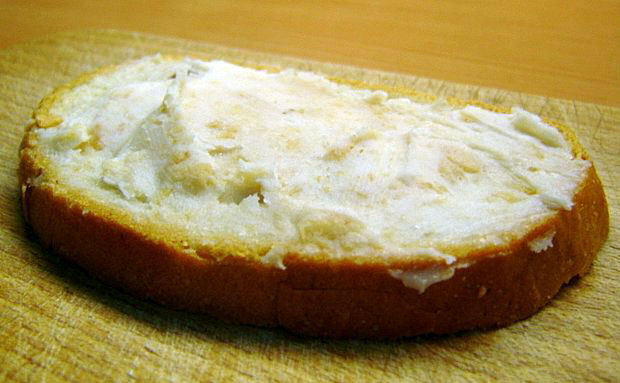
Pão com banha

- No Brasil, a fritura da bijajica é feita com banha;
- Nos Países Catalães, a ensaïmada é também confeccionada com banha;
- Na Inglaterra, alguns cozinheiros também preferem a banha para fritar o peixe e as batatas que constituem o Fish and chips;
- Na Hungria, o Goulash é também confeccionado com banha;
- Na Itália tempera-se uma face de um bloco retangular de banha com pimenta-do-reino e ervas, dando origem ao Lardo di Colonnata, acepipe que é apreciado como aperitivo de churrascos: uma fatia fina é colocada sobre uma fatia aquecida de pão tipo baguete, ao estilo das brusquetas;
- O Wiener Schnitzel, especialidade da Áustria, pode também ser frito em banha, de acordo com a tradição;
- No México, as tortilhas mexicanas incluem banha ou margarina na sua composição;
- Na Dinamarca, as almôndegas locais, denominadas frikadeller, podem também ser fritas em banha.

## Produção mundial
| 1.  | China          | 2.544.847 |
| 2.  | Alemanha       | 549.989   |
| 3.  | Brasil         | 508.600   |
| 4.  | Estados Unidos | 447.474   |
| 5.  | Rússia         | 434.100   |
| 6.  | Itália         | 215.513   |
| 7.  | Polónia        | 174.649   |
| 8.  | Roménia        | 148.997   |
| 9.  | França         | 146.519   |
| 10. | México         | 143.842   |

Fonte: Lard production by FAO.